# Tabacco da fiuto

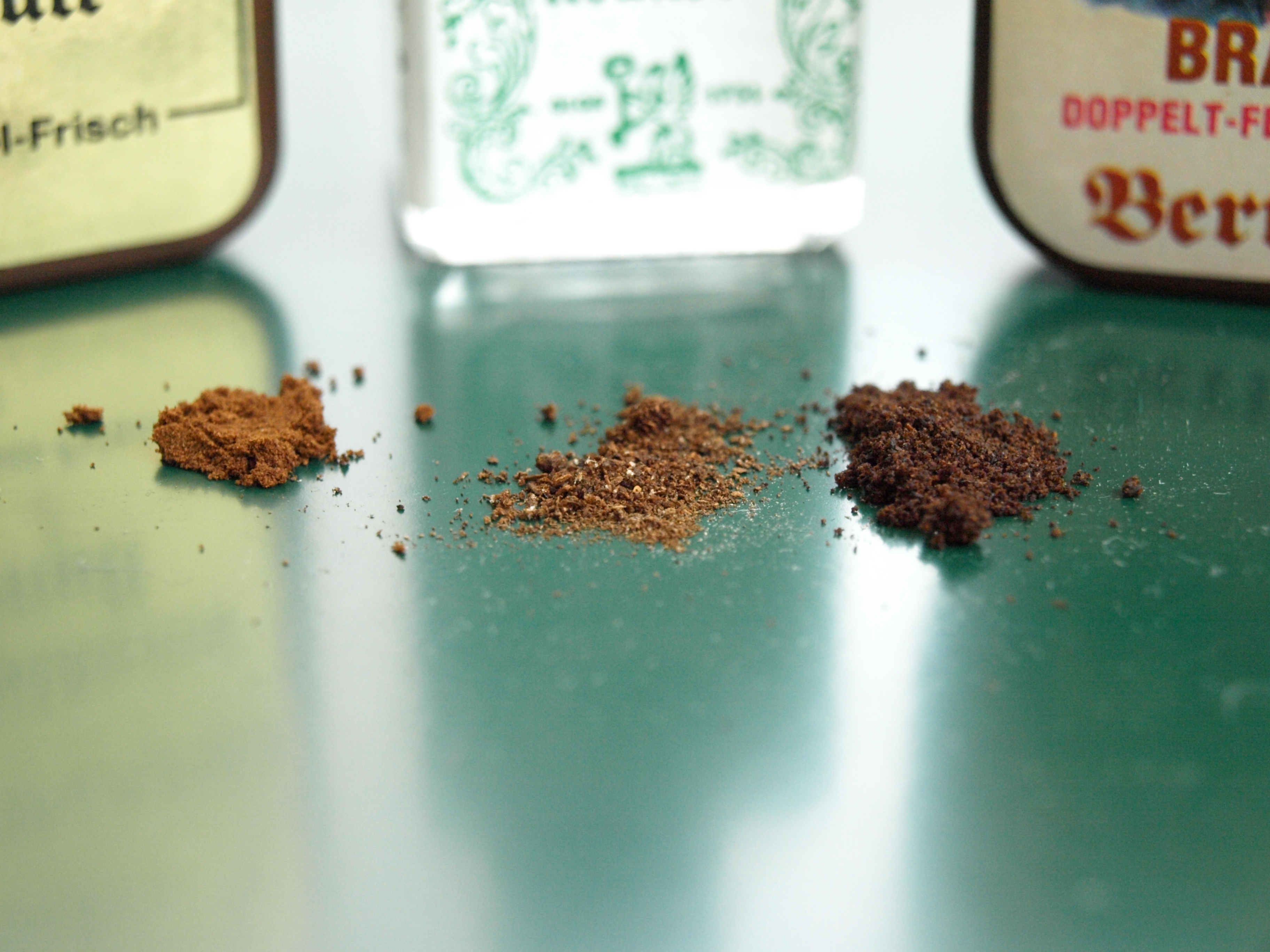
Diversi snuff di varia consistenza

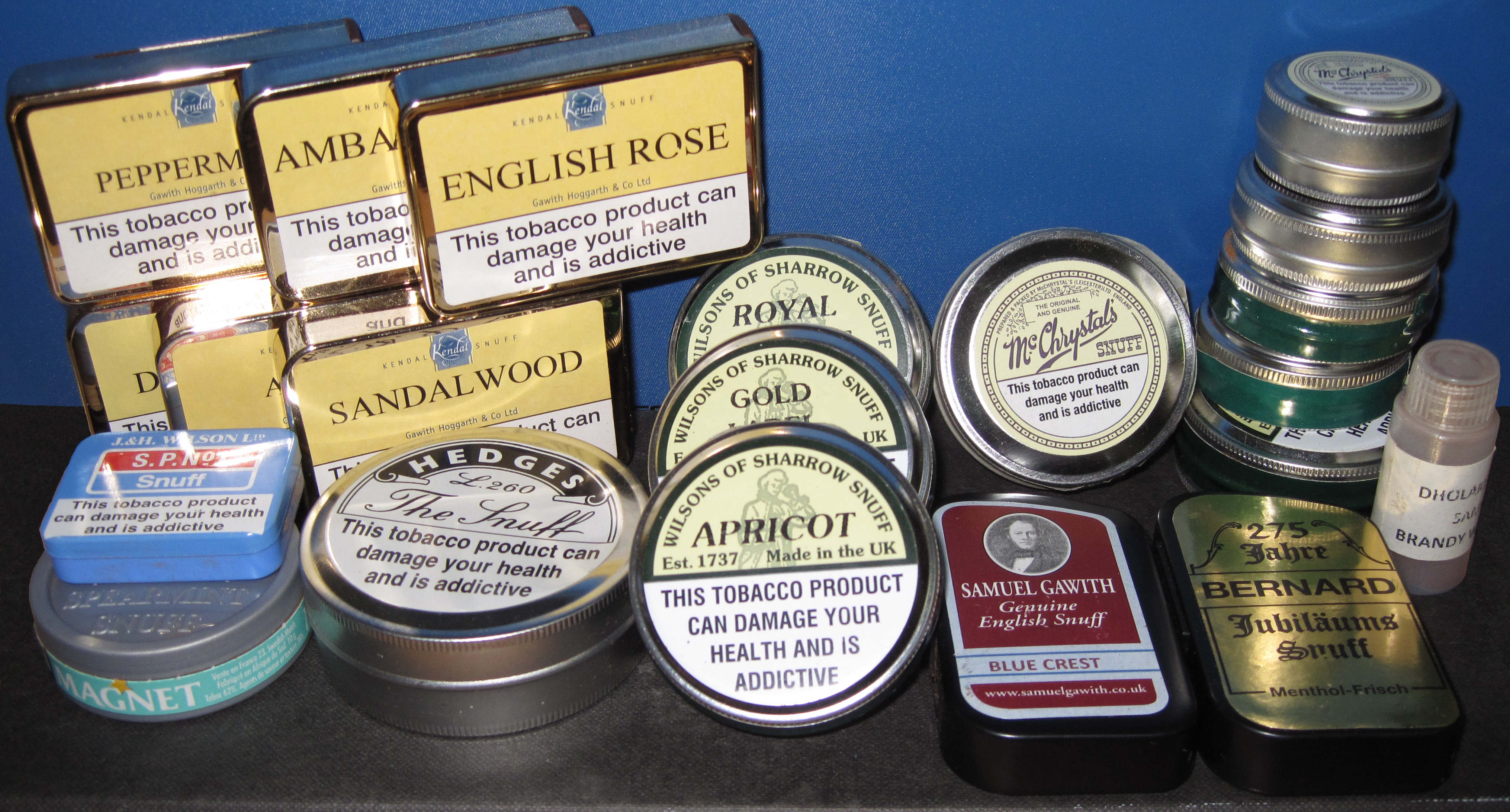
Assortimento di varie scatoline di tabacco da fiuto

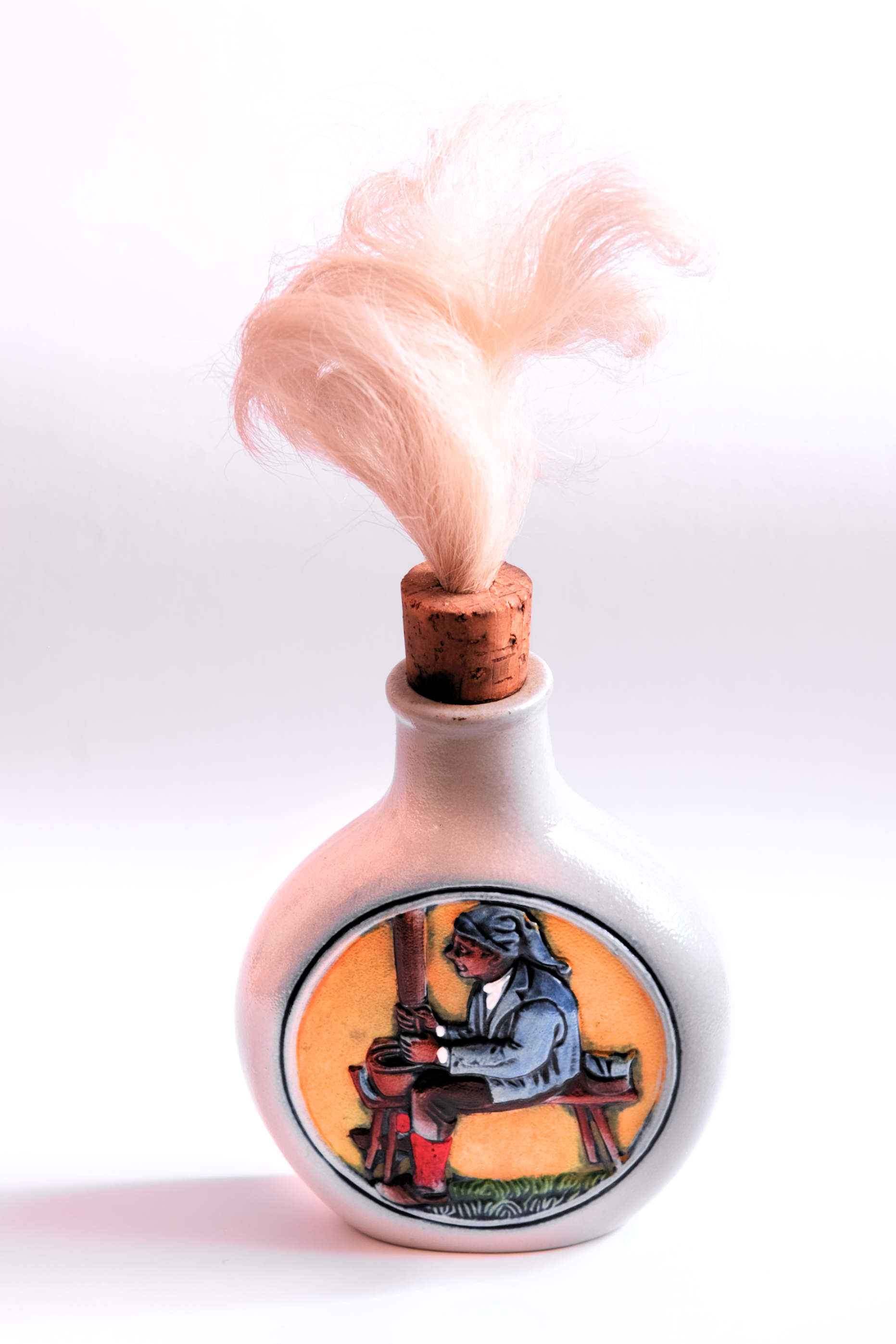
Tipica bottiglietta per tabacco da fiuto. Germania (Baviera)

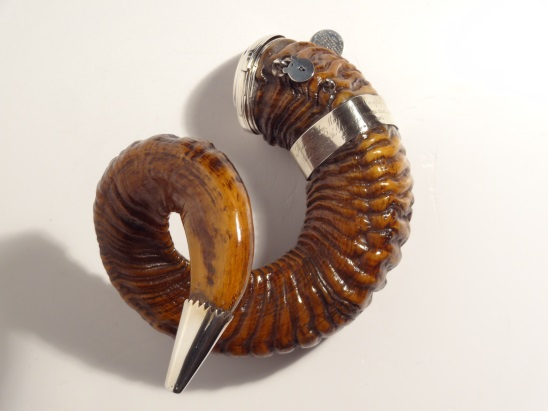
In Scozia si utilizzano tradizionalmente le corna denominate "snuff mull" per conservare il tabacco.

Il tabacco da fiuto (Schnupftabak in tedesco, snuff in inglese) è un prodotto derivato dal tabacco che rientra nella categoria dei prodotti detti "smokeless", ovvero senza fumo. Il tabacco da fiuto fornisce nicotina all'organismo in maniera estremamente rapida e senza alcun tipo di combustione, creando una forte dipendenza da questa ultima sostanza. Un ulteriore effetto della somministrazione nasale di questo prodotto del tabacco è spesso una sensazione di liberazione delle vie aeree superiori. Il tabacco da fiuto si presenta sotto forma di polvere più o meno fine e si ottiene macinando o grattugiando le foglie di tabacco, opportunamente fermentate in precedenza. Successivamente vengono quasi sempre aggiunti oli aromatici.
Questo prodotto fu molto in voga in Europa durante il Seicento, ma era già conosciuto da tempo nelle Americhe dai nativi. Oggi in Europa è ancora molto usato nel sud della Germania, in Gran Bretagna, in Austria, in Svizzera, in Polonia e nell'Italia settentrionale (provincia di Bolzano). Inoltre un utilizzo piuttosto assiduo di tabacco da fiuto si registra in Sudafrica e in India.
Come si può evincere dal nome, il tabacco da fiuto viene appunto fiutato (o gergalmente, "sniffato") direttamente nel naso dal dorso della mano (attraverso la cosiddetta tabacchiera anatomica) oppure utilizzando la tecnica delle due dita (pollice e indice). Esistono anche appositi strumenti come ad esempio cannucce, cucchiaini minuscoli, proiettili metallici denominati "snuff bullets" oppure sofisticati macchinari che proiettano la polvere di tabacco nelle cavità nasali anche quando queste risultano essere tappate.

## Storia
L'uso del tabacco da fiuto era già conosciuto dagli abitanti amerindiani e venne documentato da un marinaio spagnolo durante il secondo viaggio nelle Americhe di Cristoforo Colombo.
Nel 1561 Jean Nicot, l'ambasciatore francese a Lisbona, inviò a Caterina de' Medici del tabacco da fiuto per curare la persistente emicrania di suo figlio. Lei credeva nelle proprietà curative di questo prodotto e lo rese popolare tra i nobili europei. Dal 1638 incominciò a diffondersi anche in Cina.
Nel Settecento alcuni governanti tentarono di arginare questo fenomeno in continua crescita. Papa Urbano VIII disse che avrebbe scomunicato coloro che usavano il tabacco da fiuto, lo Zar Michele nel 1643 impose che venisse tagliato il naso a chiunque fosse stato visto nell'atto di fiutare tabacco.
Nonostante tutto, il re di Francia Luigi XIII era un assiduo utilizzatore di tabacco da fiuto. Anche in tempi più recenti si registrano appassionati fiutatori famosi, come ad esempio Padre Pio di Pietrelcina, Il cancelliere tedesco Helmut Schmidt oppure Enzo Tortora .
Quasi da subito in Europa si sviluppò l'artigianato delle scatoline-tabacchiere, le quali sono visibili anche su molti quadri dell'epoca, mentre in Cina si svilupparono bottigliette munite di tappo con cucchiaino incorporato. Sia la versione europea sia quella cinese oggi tiene banco nel mondo del collezionismo. Tabacchiere ornamentali, magari appartenute a personaggi importanti, impreziosite da materiali nobili o da miniature artisticamente elaborate, possono raggiungere cifre considerevoli nelle aste del settore.

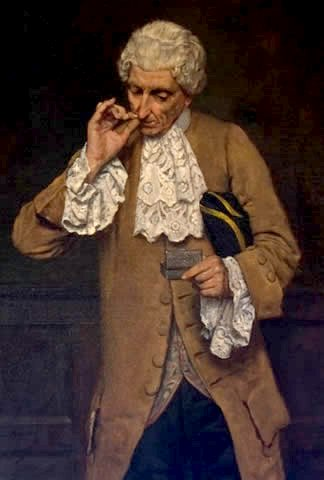
Dipinto di un uomo che utilizza la tecnica del pollice e dell'indice per fiutare il tabacco

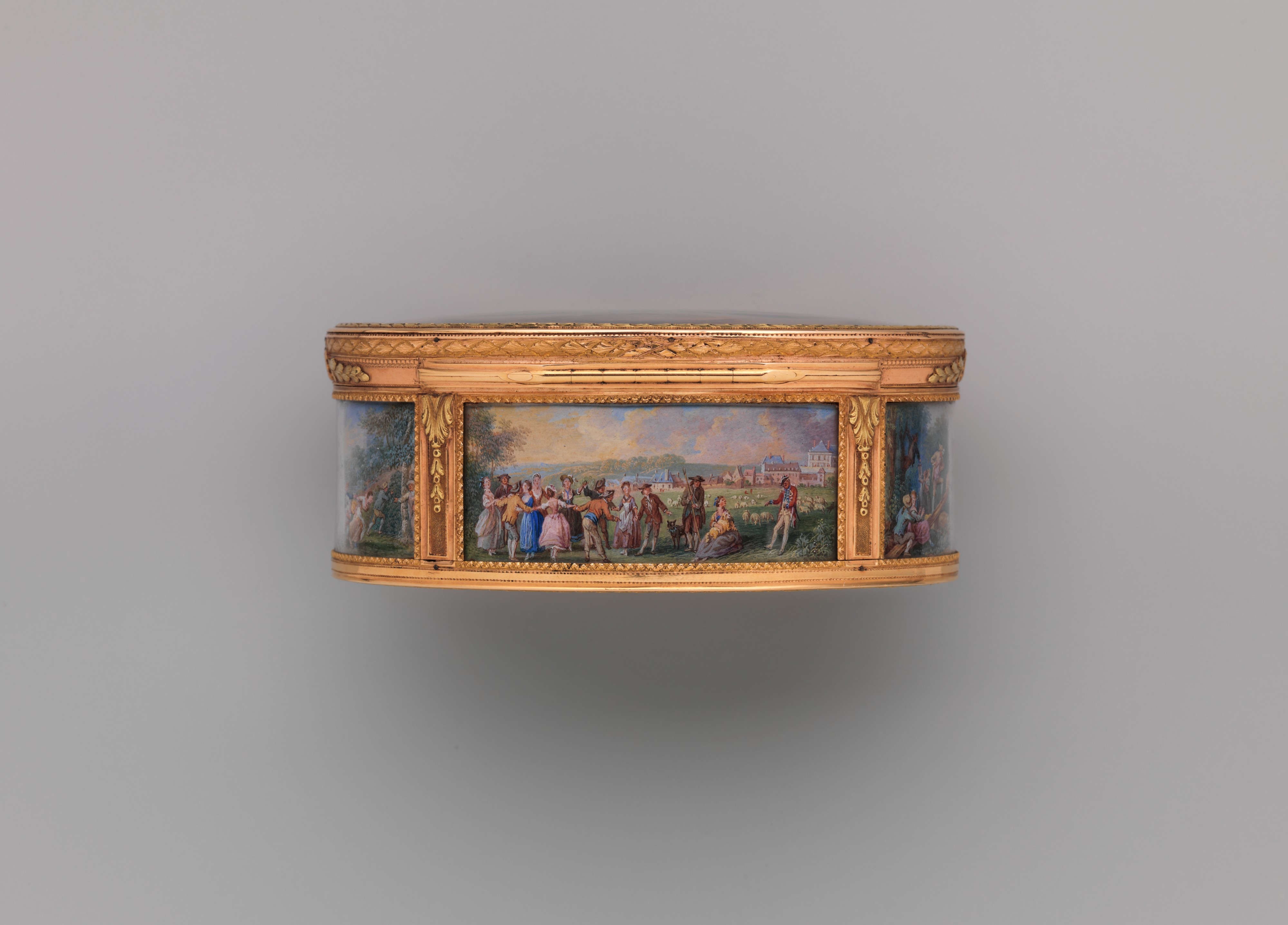
Louis-Nicolas Van Blarenberghe, Scatola per tabacco da fiuto, XVIII secolo, Metropolitan Museum

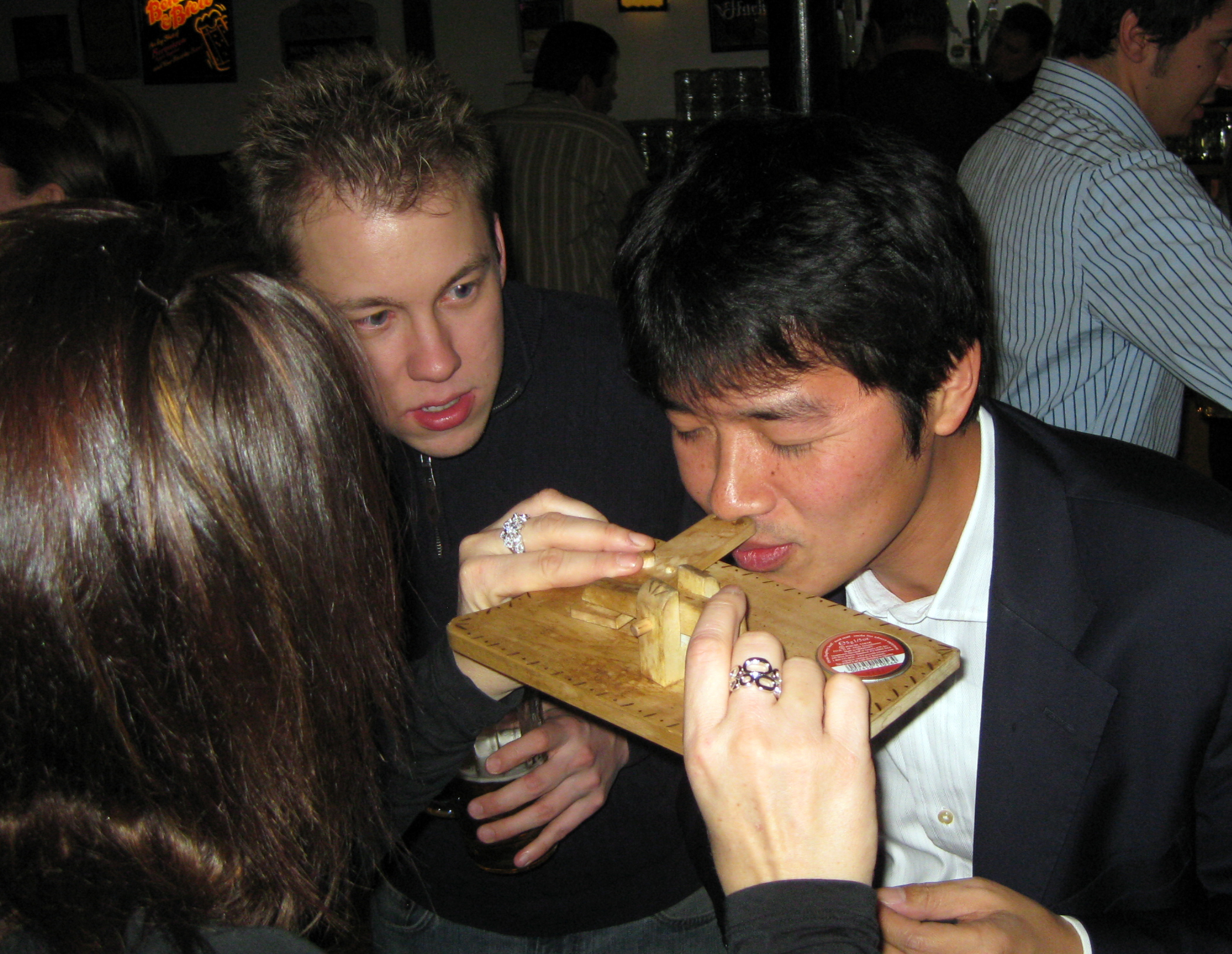
Un macchinario caricato a molla che "spara" il tabacco direttamente nelle narici

Durante il XVIII secolo, il tabacco da fiuto divenne un segno distintivo dell'élite. Personaggi come Napoleone, la regina Carlotta d'Inghilterra e Papa Benedetto XIII ne facevano regolarmente uso.
Il fiutare tabacco aiutava a distinguere la gente di alta classe sociale dalle classi più basse, che invece lo fumavano.
Sempre durante il XVIII secolo il medico inglese John Hill informò dei pericoli correlati all'abuso del tabacco da fiuto.
Fu proprio il tabacco da fiuto, nel 1794, a far introdurre la prima tassa sul tabacco e derivati negli Stati Uniti d'America.
Recentemente si è avuto un lieve incremento dell'utilizzo del tabacco da fiuto in Europa per via del fatto che nei locali pubblici il fumo è vietato. Nonostante tutto, il tabacco da fiuto resta un prodotto del tabacco poco utilizzato, se paragonato a sigarette o sigari.
Oggi in Italia il tabacco da fiuto non è molto diffuso, anche se in realtà fino ai primi anni duemila esistevano tabacchi tradizionali italiani di buona qualità. Nomi come "Sun di Spagna" o "Santa Giustina" sono scomparsi dagli scaffali delle tabaccherie, ma fino alla fine del secolo scorso erano prodotti apprezzati dai consumatori.
Per fiutare il tabacco solitamente si utilizza semplicemente la propria mano, ma sono in commercio appositi accessori come: cannucce (spesso in metalli placcati d'oro o argento), "proiettili" (dosatori da infilare e aprire dentro la narice, che per adattarsi all'anatomia del naso hanno appunto la forma di un proiettile) e complessi macchinari a molla, che più che altro sono oggetti di collezionismo.

## Rischi per la salute
Rispetto ai prodotti del tabacco che vengono fumati, il tabacco da fiuto non presenta rischi noti per il sistema respiratorio, visto che la maggior parte dei prodotti cancerogeni del fumo proviene dalla combustione. Nel caso del tabacco da fiuto, essi saranno assenti. Il tabacco viene aspirato in piccole dosi, in modo da farlo entrare in contatto con la mucosa nella parte bassa della cavità nasale. Successivamente all'assorbimento della nicotina, solitamente, l'utilizzatore si soffierà il naso, eliminando di fatto gran parte dei residui depositativisi. Un ulteriore vantaggio portato dal tabacco da fiuto è quello di non contaminare l'ambiente per i non utilizzatori (al contrario del fumo passivo causato dalle sigarette e dai sigari). Il "Cancer Research Group" dell'OMS (Organizzazione Mondiale della Sanità) dichiarò nel 2007 che i vari studi effettuati sul tabacco da fiuto non sono stati in grado di stabilirne alcuna cancerogeneità confermabile nell'uomo. Tale affermazione viene fatta alla pagina n. 366 di suddetto studio.
Per quanto riguarda la nicotina, essa viene assorbita molto rapidamente dalla mucosa nasale, fornendo un "hit" nicotinico intenso e pressoché immediato. Ciò avviene con una rapidità simile a quella ottenuta con il fumo di una sigaretta. Secondo uno studio approfondito sull'argomento, effettuato dal ricercatore britannico A.M. Russell nel 1981, per questo motivo il tabacco da fiuto rappresenta una "valida e relativamente innocua" alternativa al fumo di sigaretta.
Gli studi che attestano al tabacco da fiuto una relativa accettabilità a livello di rischio per la salute, tuttavia, si concentrano esclusivamente su prodotti europei (principalmente tedeschi e britannici).

## Situazione legale
La vendita del tabacco da fiuto è legale praticamente in tutti gli stati europei. In Inghilterra, il tabacco da fiuto gode del fatto di non essere interessato dalla tassa sul tabacco.
In Italia, come per tutti i prodotti del tabacco, la vendita è vietata ai minori di 18 anni.
In Polonia la produzione e la vendita sono state illegali dal 1996 al 2000.